# ناثانيل فرنسيس
ناثانيل فرنسيس (بالإنجليزية: Nathaniel Francis)‏ هو سياسي بريطاني (وحمل سابقاً جنسية المملكة المتحدة لبريطانيا العظمى وأيرلندا)، ولد في 1912 في المملكة المتحدة، وتوفي في 2004.